# 埃维·扎亨巴赫-施特勒
埃维·扎亨巴赫-施特勒（德語：Evi Sachenbacher-Stehle，1980年11月27日—），德国女子冬季两项、越野滑雪运动员。她曾代表德国参加2002年、2006年、2010年和2014年冬季奥林匹克运动会，获得二枚金牌和三枚银牌。